# Asklepios Fachklinikum Tiefenbrunn
Das Asklepios Fachklinikum Tiefenbrunn in der heute zur Ortschaft Mengershausen (Gemeinde Rosdorf) gehörenden Siedlung Tiefenbrunn ist ein Krankenhaus für Psychotherapie, Psychiatrie und psychosomatische Medizin. Seit dem 1. November 2007 gehört das vormalige Landeskrankenhaus den Asklepios Kliniken an.

## Geschichte

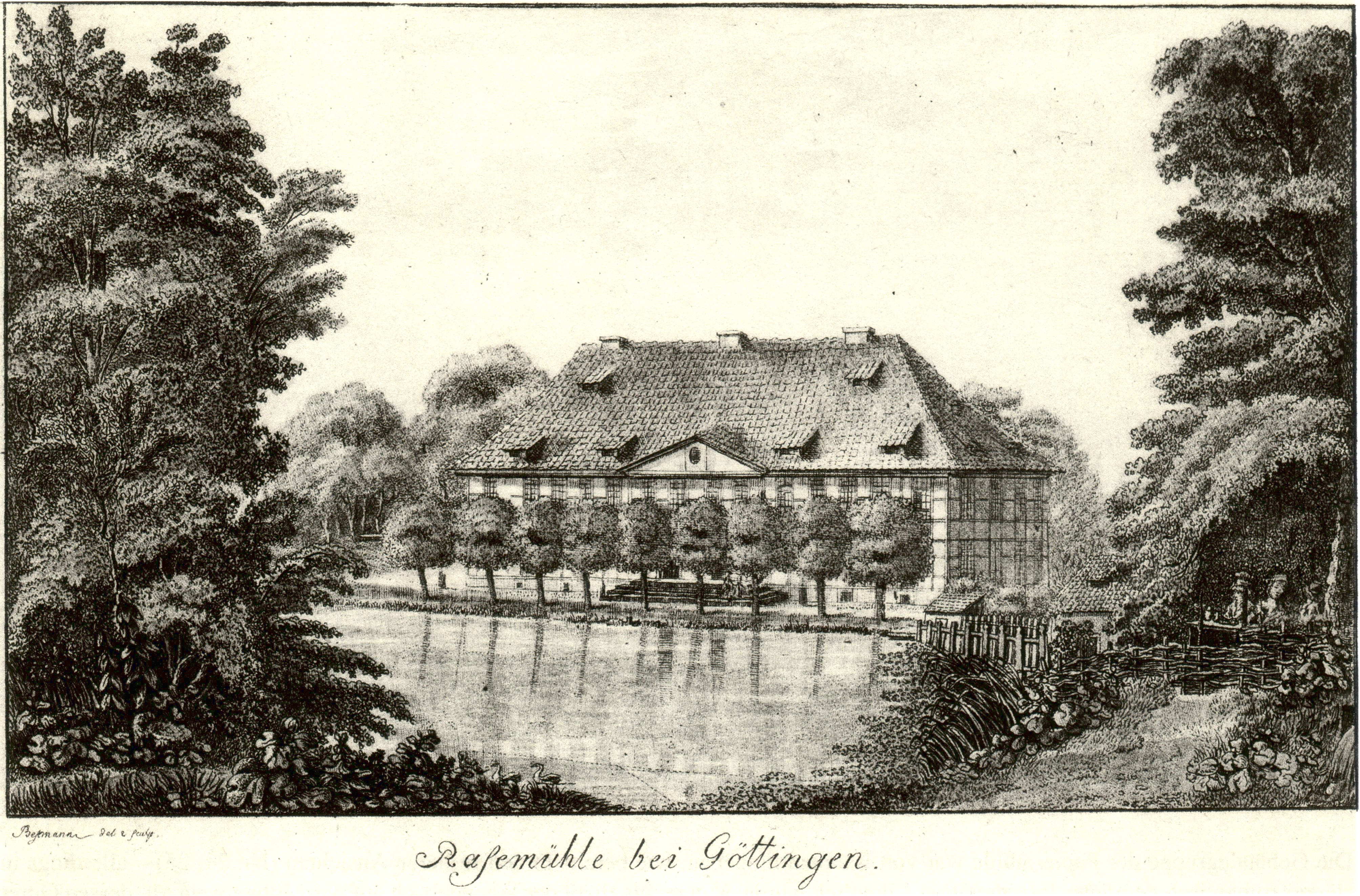
Radierung der Rasemühle mit Rasespring in Tiefenbrunn (um 1800), damals Ausflugslokal, heute Teil des Asklepios Fachklinikums Tiefenbrunn

### Vorgeschichte der Rasemühle
Der Ort war zunächst seit dem 14. Jahrhundert als die Rasemühle (1355: Roysenmolen) bekannt und ist nach dem hier entspringenden Flüsschen Rase benannt. Offenbar schüttete die örtliche Karstquelle ausreichend für einen lohnenden Mühlenbetrieb. Von 1824 bis 1903 diente das Gebäude als Ausflugsgastwirtschaft mit Biergartenbetrieb, die insbesondere von Studenten aus der etwa 5 Kilometer entfernten Universitätsstadt Göttingen frequentiert wurde und wo Heinrich Heines berühmtem Reisebericht Die Harzreise (1824) zufolge anscheinend auch gepaukt wurde. Heine notierte eine „[Liste von Burschenschaftern] (…) die noch heutzutage in Göttingen, hordenweis und geschieden durch Farben der Mützen und der Pfeifenquäste, über die Weenderstraße einherziehen, auf den blutigen Wahlstätten der Rasenmühle, des Ritschenkruges und Bovdens sich ewig unter einander herumschlagen (…).“

### Rasespring
Eine Besonderheit des Standorts ist noch heute das Rasespring genannte Quellgebiet in der Siedlung. Es umfasst mehrere Quellen, die mit täglich bis zu 30.000 cbm stark schütten und in künstlich angelegten Teichen gefasst wurden. Eine der Quellen mit Abmessungen von etwa 20 × 10 m liegt auf dem Grund eines im 18. Jahrhundert angelegten Stauteichs vor dem historischen Hauptgebäude. Die Sohle dieses Quelltrichters liegt 4–5 Meter unter der Wasseroberfläche des Teichs. In der Schlammschicht wurden Bruchstücke von Trinkgefäßen und anderen Geschirrteilen aus dem 18.–20. Jahrhundert gefunden. Der Rasespring ist eine der großen Karstquellen, die an der westlichen Randstörung des Leinetalgrabens aufstoßen und speist den Fluss Rase, der ostwärts nach rund 4 Kilometern in die Leine mündet.
Im Ortswappen von Mengershausen befindet sich ein silberner Kreisring in der unteren Schildhälfte; er versinnbildlicht den Rasespring, der für den Ort und die Wasserversorgung von Göttingen von besonderer wirtschaftlicher Bedeutung ist.

### Sanatorium, Heilanstalt, Landeskrankenhaus, Fachklinikum und die Ortsumbenennung
1902 kaufte die Heil- und Pflege-Anstalt Göttingen die Rasemühle an, um die Wasserversorgung der Anstalt zu sichern. Zugleich sah man die Möglichkeit, in den erworbenen Gebäuden ein Sanatorium für Nervenkranke einzurichten. Am 27. Februar 1903 wurde durch Beschluss des 36. Hannoverschen Provinziallandtages die „Nervenheilstätte Rasemühle der Provinz Hannover“ gegründet und bereits am 20. Juni 1903 durch einen weiteren Beschluss des Provinziallandtags in „Landessanatorium Rasemühle“ umbenannt. Dazu wurde die Umgebung parkartig gestaltet, das alte Fachwerkgebäude der Gaststätte umgenutzt und die Anlage 1906 durch eine große Villa ergänzt. Das Sanatorium diente der Behandlung von „Nervösen aller Stände“; die „nervös Erschöpften der Provinz Hannover“ sollten dort mit dem Ziel behandelt werden, dass die Nervosität sich nicht zu einer Geisteskrankheit weiterentwickelte. Es war die erste deutsche „Volksnervenheilstätte“, die auf dem Höhepunkt der Nervositätslehre des Fin de Siècle gegründet und rein staatlich finanziert wurde. Das Konzept für Planung und Realisierung der Gebäude und des Geländes der Nervenheilstätte „Rasemühle“ sah vor, „(...) den Charakter einer Anstalt nach jeder Richtung hin zu vermeiden, um den Aufenthalt in dem Sanatorium zu einem möglichst behaglichen und angenehmen zu gestalten“. Es wurde der „Charakter einer Familienpension“ angestrebt, wozu auch die praktizierte Aufhebung der Geschlechtertrennung beitragen sollte. Erster Direktor wurde August Cramer.
Seit der Zeit des Ersten Weltkrieges stellte die Überbelegung ein großes Problem dar und die Unterbringungsverhältnisse der Patienten waren mangelhaft. In den 1920er Jahren wurde das Sanatorium stetig ausgebaut. In der Zeit des Nationalsozialismus gelang es dem damaligen Direktor Gottfried Ewald, einen großen Teil der Eingriffe des NS-Regimes abzuwenden. So wurden nur wenige Zwangssterilisationen, welche ein Resultat des „Gesetzes zur Verhütung erbkranken Nachwuchses“ von 1933 waren, durchgeführt. Im weiteren Verlauf gehörte Ewald zu den Wenigen, die sich offen gegen das Vorgehen des NS-Regimes im Bezug auf psychisch Kranke stellten. Während des Zweiten Weltkrieges wurde das Sanatorium kurzzeitig in ein Reservelazarett umgewandelt.
Die Umbenennung des Ortes Rasemühle in Tiefenbrunn erfolgte auf Anordnung des Niedersächsischen Landesministeriums am 3. März 1952 vor dem Hintergrund der Heilanstalt und hatte ihren Grund in Assoziationen der Bevölkerung, dass Rase in Rasemühle mit dem deutschen Verb rasen verbunden wurde, einem altertümlichen Wort, das nach Grimms Deutschem Wörterbuch soviel heißt u. a. wie „vernunftlos sich gebaren, unsinnig reden oder handeln, von Sinnen sein und es äußern“.
Weitere bauliche Ergänzungen entstanden seit den 1960er Jahren, u. a. durch Klinikgebäude nach Plänen der Göttinger Architektin Lucy Hillebrand. Im Jahre 2006 erhielt die Anstalt als deutschlandweit erstes Krankenhaus für Psychiatrie und Psychotherapie die Zertifizierungsstufe „Committed to Excellence“ der Deutschen Gesellschaft für Qualität.
2007 verkaufte das Land Niedersachsen acht Landeskrankenhäuser. Dabei wurde das gewinnbringende Landeskrankenhaus Tiefenbrunn mit einem jährlichen Umsatz von 10,6 Millionen Euro für 500.000 Euro veräußert. Ein anderer Anbieter mit einem Angebot von 1,4 Millionen Euro blieb außen vor, was von einem Abgeordneten der Opposition, Uwe Schwarz, im Landtag kritisiert wurde. Die Landeskrankenhäuser Tiefenbrunn und Göttingen (heute Asklepios Fachklinikum Göttingen) wurden an die Asklepios Kliniken Verwaltungsgesellschaft verkauft und bilden seitdem als Asklepios Fachklinikum Göttingen zwei Betriebsteile der neu gegründeten Asklepios Psychiatrie Niedersachsen GmbH.
Die Klinik hat eine Kapazität von 176 Betten und behandelt seelische oder psychosomatische Erkrankungen von Kindern, Jugendlichen und Erwachsenen. Die Behandlung ist von der Grundkonzeption her psychodynamisch ausgerichtet und erfolgt mit einem tiefenpsychologischen Ansatz. Die Klinik verfügt über 8 Abteilungen. Jährlich werden rund 800 Patienten von den 270 Mitarbeitern versorgt. Die Klinik ist akademisches Lehrkrankenhaus der Georg-August-Universität Göttingen.